# تيد تايلور (مغني)
تيد تايلور (بالإنجليزية: Ted Taylor)‏ هو مغني أمريكي، ولد في 16 فبراير 1934 في أوكمولغي في الولايات المتحدة، وتوفي في 2 أكتوبر 1987 في ليك تشارلز في الولايات المتحدة بسبب حادث مرور.

## وصلات خارجية
- تيد تايلور على موقع ميوزك برينز (الإنجليزية)
- تيد تايلور على موقع أول ميوزيك (الإنجليزية)
- تيد تايلور على موقع ديسكوغز (الإنجليزية)